# Gian Nicola Bisciotti
 (Pontremoli, 1º agosto 1959) è un preparatore atletico italiano, esperto in scienza dell’allenamento e fisiologo italiano, dal 2020 coordinatore del dipartimento performance del Paris Saint-Germain.

## Biografia
Si diploma all’ISEF di Firenze nel 1980, successivamente si laurea in Scienza e Tecnica delle Attività Fisiche e Sportive presso l’Università Claude-Bernard di Lione, dove ottiene nel 1994 anche la specializzazione in Biologia e Fisiologia dell’Esercizio.
Nel 1997 consegue il Dottorato di Ricerca in Biomeccanica presso l’Università della Franca Contea (Université de Franche-Comté) di Besançon.
Nel 1998 inizia ad insegnare presso la Facoltà di Scienze dello Sport dell’Università Claude-Bernard di Lione.
Nel 1999, in Italia, è tra i primi tre a conseguire la neo-nata laurea in Scienze dello Sport.
In questo periodo insegna anche presso le Università di Torino, Voghera, Vercelli e Parma e anche in Brasile, presso l’Università Estacio de Sã.
Nel frattempo dà vita e dirige per oltre 5 anni il Diploma Europeo per Preparatori Atletici negli Sport di Squadra, il primo corso Universitario del settore.
Dopo 25 anni di carriera nel Judo (disciplina nella quale raggiunge il 5º dan), si dedica 5 anni (dal 1995 al 2000) alla preparazione atletica del tennis.
Successivamente inizia la sua avventura nel calcio: dal 1999 al 2009 è preparatore atletico del Football Club Internazionale Milano dove, da subito, comincerà ad interessarsi di riabilitazione, occupandosi personalmente del trattamento riabilitativo di Ronaldo.
Nel 2009 lascia l’Inter e diventa Physiologist Lead presso il Qatar Orthopaedic and Sports Medicine Hospital, FIFA Center of Excellence di Doha.
Dal 2010 ricopre anche il ruolo di Physical Trainer della squadra nazionale di calcio dell’Algeria.
Alla fine dei mondiali di calcio del 2014, lascia l’Algeria per diventare responsabile della preparazione atletica della nazionale di calcio del Qatar.
Sempre nello stesso periodo è, assieme al Prof Piero Volpi, l’artefice della ristrutturazione dello staff sanitario del Football Club Internazionale Milano, dove torna a ricoprire il ruolo di Responsabile del Recupero Infortunati.
Nel 2005 fonda a Pontremoli, sua città natale, il primo dei Kinemove Rehabilitation Centers, a cui seguiranno nel 2009 quello di Parma e nel 2010 quello di La Spezia.
Nel 2020 diventa coordinatore del dipartimento performance del Paris Saint Germain.
Ha scritto 15 libri ed ha pubblicato più di 400 articoli di biomeccanica, fisiologia, riabilitazione e metodologia dell’allenamento pubblicati su riviste italiane, inglesi, americane, argentine, cilene, brasiliane, svizzere, francesi, tedesche e giapponesi, molti dei quali su riviste “peer review” indicizzate su pubmed, excerta medica, ingenta e sportdiscus.

## Opere
- L’allenamento fisico nel calcio – Concetti e principi metodologici. ISBN 9788898889303
- Teoria e Metodologia del Movimento Umano, Ancona (AN), Teknosporting, 2000. 9788887551075
- Il Corpo in Movimento, 2003. ISBN 9788898889334
- Il Ginocchio – biomeccanica, traumatologia e riabilitazione, Torgiano (PG), Calzetti Mariucci, 2007. ISBN 9788860281104
- La pubalgia dello sportivo. Inquadramento clinico e strategie terapeutiche, Torgiano (PG), Calzetti Mariucci, 2009. ISBN 9788860281906
- Le lesioni muscolari. Eziologia, biologia e trattamento, Torgiano (PG), Calzetti Mariucci, 2010. ISBN 9788860282507
- L’invecchiamento – Biologia, fisiologia e strategia anti-aging, Torgiano (PG), Calzetti Mariucci, 2012. ISBN 9788860282927
- La Cartilagine – Linee guida dopo il trattamento chirurgico, Torgiano (PG), Calzetti Mariucci, 2013. ISBN 9788860283542
- Le lesioni degli hamstring, Torgiano (PG), Calzetti Mariucci, 2013. ISBN 9788860283931
- I tendini. Biologia, patologia, aspetti clinici. Vol. 1, Torgiano (PG), Calzetti Mariucci, 2013. ISBN 9788860283559
- I tendini. Biologia, patologia, aspetti clinici. Vol. 2, Torgiano (PG), Calzetti Mariucci, 2014. ISBN 9788860283719
- Muscle Injuries in Sport Medicine, 2013. ISBN 9789535111986
- L’invecchiamento, un racconto biologico